# Senatori della XII legislatura del Regno d'Italia
Elenco dei senatori della XII legislatura del Regno d'Italia nominati dal re Vittorio Emanuele II divisi per anno di nomina.
Il numero indicato è quello della serie cronologica ufficiale.

## 1874

### 15 novembre
- 547. Giuseppe Verdi
- 548. Carlo Bon Compagni di Mombello
- 549. Carlo Prinetti
- 550. Antonio Salvagnoli Marchetti
- 551. Leopoldo Galeotti
- 552. Carlo Berti Pichat
- 553. Diomede Marvasi
- 554. Pietro Compagna
- 555. Vito Beltrani
- 556. Lorenzo Eula
- 557. Antonio Fornoni
- 558. Pier Luigi Bembo
- 559. Faustino Malaspina
- 560. Enrico Di Brocchetti

## 1875

### 18 marzo
- 561. Carlo Barbiano di Belgioioso

## 1876

### 28 febbraio
- 562. Alfonso Arborio Gattinara di Breme
- 562. Carlo Cagnola
- 562. Giulio Camuzzoni
- 562. Luigi Corsi
- 562. Carlo De Cesare
- 562. Giuseppe De Notaris
- 562. Ernesto Dentice di Frasso
- 562. Fedele Fedeli
- 570. Carlo Fenzi
- 570. Francesco Ghiglieri
- 570. Giacomo Filippo Lacaita
- 570. Giacomo Longo
- 570. Vincenzo Malenchini
- 570. Massimiliano Martinelli
- 570. Giacomo Mattei
- 570. Michele de' Medici di Ottajano
- 570. Giovanni Battista Michelini
- 570. Nicola Pasella
- 580. Giuseppe Piola
- 581. Luigi Ridolfi
- 582. Gaetano Scalini
- 583. Giuseppe Tirelli
- 584. Giovanni Villa Riso
- 585. Giuseppe Airenti

### 12 marzo
- 586. Giovanni Antonio Migliorati

### 23 marzo
- 587. Isacco Artom

### 15 maggio
- 588. Nicola Alianelli
- 589. Carlo Barbaroux
- 590. Camillo Caracciolo di Bella
- 591. Giulio Carcano
- 592. Francesco Carrara
- 593. Michele Casaretto
- 594. Francesco Ceva Grimaldi
- 595. Mariano d'Ayala
- 596. Mattia Farina
- 597. Giuseppe Ferrari
- 598. Onorato Gaetani dell'Aquila d'Aragona
- 599. Giovanni Garelli
- 600. Filippo Marignoli
- 601. Tullo Massarani
- 602. Carlo Mezzacapo
- 603. Ferdinando Palasciano
- 604. Baldassarre Paoli
- 605. Paolo Paternostro
- 606. Giuseppe Polsinelli
- 607. Giovanni Prati
- 608. Achille Rasponi
- 609. Mario Rizzari
- 610. Vincenzo Sprovieri